# Dolores Bauer
Dolores Bauer (* 18. September 1934 in Schwarzenbach, Gemeinde Sankt Wolfgang im Salzkammergut; † 23. Juni 2010) war eine österreichische Journalistin.

## Leben
Bis zu ihrer Matura lebte Dolores Bauer in Gmunden, danach studierte sie Theaterwissenschaften und Romanistik an der Universität Wien. Daneben arbeitete sie als freie Journalistin für Die Furche, Das Offene Wort und die Kronen Zeitung. Nach dem Studienabschluss wurde sie Redakteurin der Zeitung Neues Österreich. Ab 1964 leitete sie drei Jahre den Fritz-Molden-Bühnenverlag.
Bauer wurde 1968 eingeladen, den „Aktuellen Dienst“ des ORF mit aufzubauen. Ab Herbst 1968 war sie leitende Redakteurin der Abteilung „Dokumentation und Zeitgeschehen“. Ihre Sendungen waren Im Brennpunkt und Kinder ohne Zukunft. Bauer war die erste Frau im Österreichischen Fernsehen, die 1972 das „Pressegespräch“ leitete.
Bauer verließ 1986 den ORF und war von 1987 bis Ende 1988 Landtagsabgeordnete (ÖVP) in Wien. Danach arbeitete sie wieder im ORF. In der Abteilung „Religion“ betreute sie bis 1999 die Sendungen Aufbrüche und Erfüllte Zeit.
Die zentralen Themen in der Arbeit von Dolores Bauer waren „Gerechtigkeit“, „Frieden“ und die „Bewahrung der Schöpfung“. Mit kritischem Engagement setzte sie sich in der katholischen Kirche und der Entwicklungspolitik ein. Sie war Mitglied des Pfarrgemeinderats der Domkirche St. Stephan in Wien.
Dolores Bauer war Präsidentin der Österreichisch-Ugandischen Freundschaftsgesellschaft und war 1985 auch beim Zustandekommen des „Unterolberndorfer Manifests“ beteiligt. Ab 2000 war sie Mitglied von GLOBArt, einer interdisziplinären und interreligiösen Denkwerkstätte für Zukunftsfragen, wo sie auch die Inhalte maßgeblich mitgestaltet hat.
Dolores Bauer hatte drei Kinder und war Großmutter von elf Enkelkindern.

## Anerkennungen
- 1999 Hans-Kronberger-Umweltjournalistenpreis

## Veröffentlichungen
- Mein Uganda. Ein demokratiepolitisches Modell? Reportagen – Impressionen – Gespräche. 2006.
- Der lange Schatten des Adlers. Menschenverachtung made in USA? Mit einem Vorwort von Franz Küberl. 2004.
- Gespräche in Jerusalem. Geführt über die Jahre von Dolores M. Bauer mit Wilhelm Bruners. 2004.
- Israel / Palästina. Wenn aus Opfern Täter werden. Berichte, Gespräche, Begegnungen. 2002.
- Für ein Lebensrecht der Schöpfung von Dolores Bauer und Günter Virt. 2001.
- Erfüllte Zeit, Die Botschaft des Lukas-Evangeliums. 1996.
- Strom des Elends, Fluss der Hoffnung. Unterwegs mit Dom Erwin Kräutler, Bischof vom Xingu. 1989.
- Die Zeichen der Zeit erkennen. Konstruktive Gespräche über Wege in eine mögliche Zukunft. 1985.

## Auszeichnungen
- 1980: Österreichischer Naturschutzpreis
- 1998: Radiopreis der Erwachsenenbildung Österreich
- 2006: Herbert-Haag-Preis
- 2007: Goldenes Ehrenzeichen für Verdienste um die Republik Österreich